# 小泉軍治
小泉 軍治（こいずみ ぐんじ、Gunji Koizumi、1885年7月8日 - 1965年4月15日）は、柔道をイギリスに紹介し、「イギリス柔道の父 (the Father of British Judo)」と称された日本の柔道家である。G.K.の愛称でも知られた。
イングランド、ヨーロッパで最初の柔道団体として、ロンドンに武道会を創設した。小泉はイギリス柔道協会の設立を助け、ヨーロッパ柔道連盟を創設した。最終段位は講道館8段であった。1965年、小泉が自殺と見られる死を遂げたことは、世界の柔道界に衝撃を与えた。

## 人物・生涯

### 生い立ち
1885年7月8日に茨城県南部の駒塚村（現在の稲敷市の一部）に生まれた。当時、この地域は東京から50㎞ほど離れた農村であった。小作農だった父・小泉周吉とその妻であった母・かつの次男で、上に兄・千代吉、下に妹・いくがいた。1897年、12歳になった小泉は、学校で剣道の修業をはじめた。アメリカ帰りの近所の住人から英語も習い始めた。
次男であった小泉は、自力で開墾して農場を興すか男子の跡継ぎがない他家に養子に行くしか選択肢がなかったが、どちらも嫌だった。1900年7月、15歳になる直前に東京で一旗揚げようと家を出て政府の電信技師養成所に入った。1901年、天神真楊流の田子信重の下で柔術修業を開始した。電信技師の資格を得て彼はしばらく東京で働いた後に朝鮮の鉄道に就職した。1904年には武家出身 の山田信勝について修業した。当時の電気技術を学ぶことを決意し、そのためには渡米が最善の道であると考えるようになり。上海、香港、シンガポール、インドを経由して西に向かった。シンガポールではアキシマ・ツネジロウについて修業した。

### イギリス
1906年5月4日、蒸気船ロムズフォード号に乗って北ウェールズのモスティン港に着いた。そこからリヴァプールに行きカラ・アシカガ柔術道場で師範となった。その後ロンドンに出て、元バーティツの師範であった上西貞一がピカデリー・サーカスで開いていた柔術道場で教えた。この期間にロンドン王立科学技術学院（現：ウェストミンスター大学）やイギリス海軍予備員でも教えた:17-18後、ニューヨークを目指して出発し1907年5月に到着ここでニューアーク公共サービス鉄道会社に就職したが、米国生活に満足できず、イギリスに戻った。ロンドンのヴォクソール・ロードで電気会社を設立しようとしたが資本が足りなかった。1912年1月、イーバリーストリートに漆器製作所を設立した。
1918年「武道会」という柔道クラブを設立し。イギリス人に柔術、剣道などの日本武術を教えた 。バッキンガム宮殿の裏手にあるロウワー・グローブズナー・パレスに建物を確保し　同年1月26日に開設された。
1919年、イギリス在住の日本人に医療、雇用、住居を提供することを目的として共済会を設立　事務局長になり、武道会内に事務局を置いた。1920年に嘉納治五郎がアントワープ五輪に選手団長として赴く途中、武道会を訪問した。このとき小泉と谷幸雄はしばらく協議して柔術から柔道に切り替えることを決めた。嘉納は2人に講道館2段位を与えた。
1922年、東洋の漆器の専門家としてヴィクトリア&アルバート博物館の顧問に就任し、同館所蔵の漆器すべてのカタログを作成した。1923年に著書『Lacquer work: A practical exposition of the art of lacquering together with valuable notes for the collector』を出版した。1932年には講道館の4段に進んだ。
第二次大戦中も武道会での柔道の稽古は続けられたが、大きな財政的負担を強いた。小泉の伝記を書いたリチャード・ボウエンによれば、この期間「小泉は拘留されず行動に制限は受けなかった」という。1948年に小泉は6段に進んだ。
1948年7月24日のイギリス柔道連盟設立を助け、初代会長に就任した。40年代末までに事業から引退しイギリスにおける柔道教授に専念した。1951年には7段に進んだ。
イギリス人女性と二度結婚しており、ハナという名前の娘が一人いた。ハナは小泉の弟子のひとりパーシー・セキネ(Percy Sekine)と結婚した。

### 晩年
1954年9月19日　50年ぶりに日本に帰郷した。妹や親戚とともに嘉納履正講道館館長や多くの柔道家たちが羽田空港で小泉を迎えた。講道館は小泉を賓客として歓迎した。　イギリスに帰国後、『Judo: The basic technical principles and exercises, supplemented with contest rules and grading syllabus』（1958年）、『My study of Judo: The principles and the technical fundamentals』（1960年） など柔道に関する本を書いた。1960年代はじめにも柔道を教え続け、1962年11月17日付で8段位を拝受。
1964年10月　嘉納履正が　布井書房出版の伝記『嘉納治五郎』を小泉に贈ると、亡くなる前月3月16日に返礼の手紙が届き、謝意と共に「個人の生命に限りありますが、信念の進路には生死なしと思ひます。」と結ばれていた。小泉が自殺する前夜、弟子のチャールズ・パーマーは、いつもと様子が違うように思った。『ブラックベルト』誌の通信員ケイ・ツムラによれば、「いつものように笑ってお休みという代わりに彼はパーマーの手を握って「さよなら」と言った」という:50。翌日1965年4月15日、小泉は変わり果てた姿で発見された。小泉は正装してお気に入りの椅子に坐り、ガスストーブを傍に置き、頭にプラスティックの袋をかぶっていたという。
小泉の死は柔道界に衝撃を与え議論が起きた。自殺は不名誉だとする者もいたが、小泉の死は名誉あるサムライの死であると言う者もいた。嘉納履正は小泉の他界時には渡米中で、帰国後の4月29日に小泉から届いた手紙を受け取った。消印は4月15日付で、「謹啓枯木の様な老生の餘生、天の攝理を待つのが退屈になりましたので一足先に失礼さして頂きます」「知遇以來御懇篤な御交誼と御指導深く御禮申上ます」「重大なる御使命の達成と、御一家の御多幸を祈りつゝ拜具」（いずれも原文ママ）とあり、裏面には大字で「信念の進路に生死なし」と記されていたという。